# دیوید بوهم
دیوید بوهم (به انگلیسی: David Bohm) زادهٔ ۱۹۱۷ در پنسیلوانیا، فیزیکدان مشهور انگلیسی آمریکایی الاصل بود. وی در پروژه منهتن شرکت داشت.
نظریات وی بیشتر در حیطه مکانیک کوانتمی بودند، اما مهم‌ترین مسئله زمانه خود را مسئله فلسفه ذهن و خودآگاهی دانسته.
وی به دلیل اتهامات کمونیستی سناتور مک‌کارتی مجبور به ترک آمریکا شد، و نهایتاً سر از انگلیس درآورد.
او در ۱۹۹۲ درگذشت.